# WDS J15372-1820
WDS J15372-1820 — кратная звезда в созвездии Весов. Находится на расстоянии (вычисленном из значения параллакса) приблизительно 973 световых лет (около 298 парсеков) от Солнца.
Первый и второй компоненты (IV Весов (лат. IV Librae), HD 139183) — двойная затменная переменная звезда (E:). Видимая звёздная величина звезды — от +9m до +8,46m.

## Характеристики
Первый компонент — оранжевый гигант спектрального класса K1III.
Второй компонент — жёлто-белая звезда спектрального класса F.